# خوش‌وجه و بی‌وجه

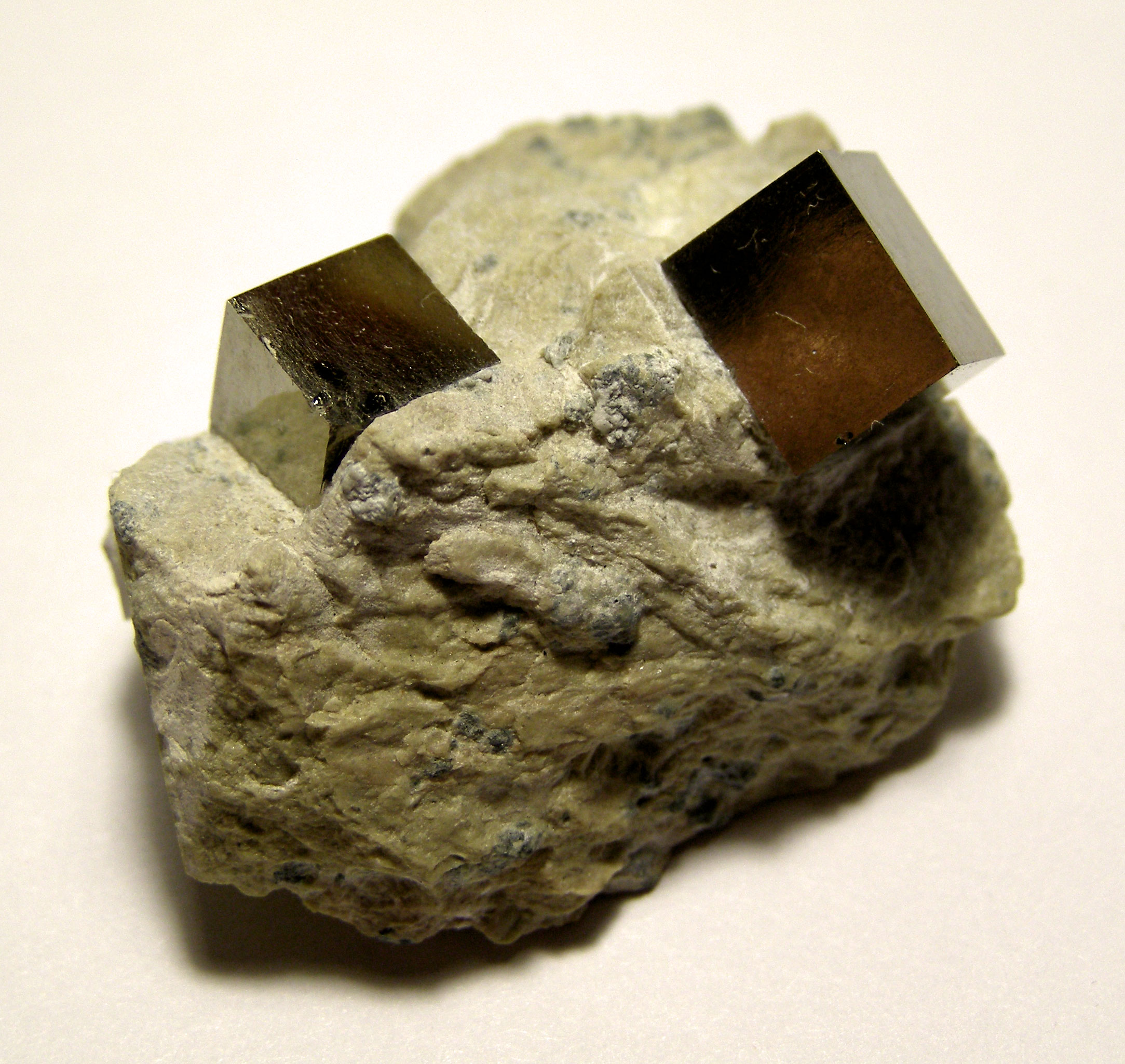
پیریت، یک بلور خوش‌وجه.

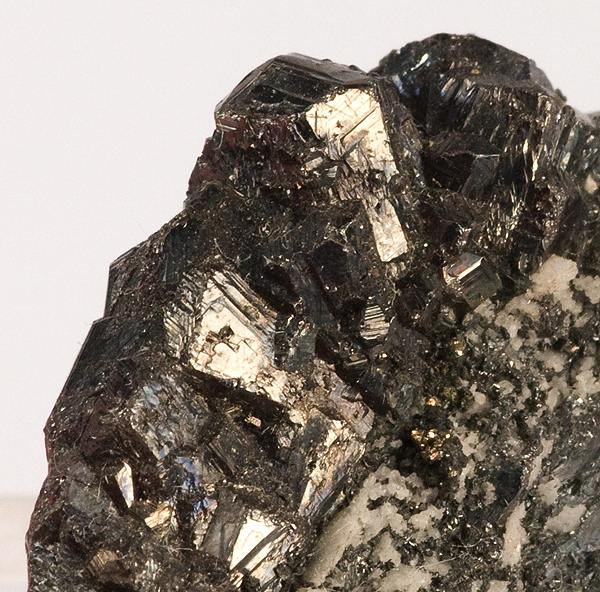
بلور پیرارگیریت، نمونه‌ای نیمه‌خوش‌وجه، دارای سطوح تیز تا بی‌وجه.

در زمین‌شناسی، خوش‌وَجه (انگلیسی: Euhedral) ویژگی دانه‌ای است که دارای وجوه بلوری کامل است. نقطه مقابل آن بی‌وَجه (انگلیسی: Anhedral)، یعنی ویژگی بلوری است که فاقد وجوه بلوری است. به ویژگی بی‌وجهی، زنومورفیک یا آلوتریومورفیک هم گفته شده‌است.
سنگی با بافت بی‌وجه از دانه‌های معدنی تشکیل شده‌است که هیچ صورت بلوری خوب‌شکل‌گرفته یا شکل مقطعی در مقطع نازک ندارند. رشد بلور بی‌وجه در یک محیط رقابتی و بدون فضای خالی برای تشکیل وجوه بلورین رخ می‌دهد. یک بافت میانی با شکل‌های بلورین، نیمه‌خوش‌وجه (subhedral) نامیده می‌شود. 
بلورهایی که از خنک شدن ماگمای مایع رشد می‌کنند، معمولاً چهره‌های صاف یا خطوط کریستالی تیز تشکیل نمی‌دهند. با سرد شدن ماگما، بلورها رشد می‌کنند و در نهایت به یکدیگر برخورد می‌کنند و از شکل‌گیری درست یا به‌طور کل چهره‌های بلورین جلوگیری می‌کنند. 
وقتی دانه‌های برف متبلور می‌شوند، به یکدیگر برخورد نمی‌کنند؛ بنابراین، دانه‌های برف بلورهای دوقلوی شش‌وجهی خوش‌وجه را تشکیل می‌دهند. در سنگ‌ها، وجود بلورهای خوش‌وجه ممکن است نشان‌دهنده این باشد که آنها در اوایل تبلور ماگمای مایع تشکیل شده‌اند یا شاید در یک حفره، بدون مانع فضایی یا محدودیت‌های فضایی، از بلورهای دیگر متبلور شده‌اند.